# Euophrys auricolor
Euophrys auricolor är en spindelart som beskrevs av Sukh Dyal 1935. Euophrys auricolor ingår i släktet Euophrys och familjen hoppspindlar. Inga underarter finns listade i Catalogue of Life.